# Feliz Navidad
Feliz Navidad(펠리스 나비다드)는 호세 펠리시아노(Jose Feliciano)가 작사하고 곡을 부른 크리스마스 캐롤이다. Feliz Navidad는 스페인어로 메리 크리스마스라는 뜻이다.